# 女神天国
『女神天国』（めがみパラダイス）は、電撃PCエンジン（現・電撃G's magazine）で創刊号（1993年2月号）から1997年1月号まで連載された読者参加企画。並びにそれを原作とするOVA作品、ゲームソフト。メガパラと略された。
ゲームデザインは菊池たけし。

## 女神スタジアム
本作のプロトタイプとなっているのは、『マル勝PCエンジン』（角川書店）で1992年5月号から1993年1月号まで連載された読者参加企画『女神スタジアム』である。角川書店の「お家騒動」で編集部員が全員退社し、メディアワークスで電撃PCエンジンを創刊した関係で連載が打ち切られたが、読者の人気は上々で第1回の投票数は6000名以上に達したという。
ストーリー
浮遊世界・スタジアムを司る大いなる女神様「グレート女神」の継承者を決めるため、8人の女神様が試練に挑む。しかし、最後の試練に挑む資格はより多くの信者（＝読者投票）を集めた上位4名にしか与えられない。
システム
プレイヤーの分身となる信者の能力は「顔」と「力」の2種類だけで、これに10ポイントを自由に割り振る。そのほかに妖精「プチメガ」の助力などの要素を加え、互いに対戦して最後に勝ち残るものを決める。
当初はこのゲームシステムで、女神の試練として5つの宝珠の争奪戦を行う予定だったが、2回目の1992年11月号で終了。連載方式変更の一環として「プチメガデザインコンテスト」が実施されたものの、前述のとおり企画そのものが打ち切られたため、コンテストの結果が反映されることもなかった。
スタッフ
- キャラクターデザイン：好実昭博・宮須弥
- 文芸（ライター）：きくたけ
- 構成（エディター）：邪編集者T

女神
連載第1回の人気投票「女神コンテスト」の結果、前半4名のみが誌上ゲームの対象となるメインキャラクターに決定した。後半の4名はサブキャラクターとして登場する。
ラクシュミー（風の女神）
イメージ年齢 : 14 / 身長 : 150cm / 体重 : 40kg / サイズ : B74W54H80 / お気に入りアイテム : 愛の弓「ぴこりん」 / 必殺技 : 「禁断のおどり」「ふにふにプー」天真爛漫で少しワガママ。愛称ラクシュ。
アリス（水の女神）
イメージ年齢 : 15 / 身長 : 156cm / 体重 : 42kg / サイズ : B80W57H88 / お気に入りアイテム : サークレット「りんくす」 / ペット : 水龍クン / 必殺技 : 「うそ泣き」「どりーみんぐ！」大人しくおっとりした性格。
アシャンティ（火の女神）
イメージ年齢 : 18 / 身長 : 165cm / 体重 : 48kg / サイズ : B83W57H87 / お気に入りアイテム : 炎の剣、または薔薇の???? / 必殺技 : 「炎の往復ビンタ」「薔薇の鎖」
ティタニア（地の女神）
イメージ年齢 : 19 / 身長 : 168cm / 体重 : ひ・み・つ♥ / サイズ : B84W58H88 / お気に入りアイテム : 水晶球「メガQ」 / 必殺技 : 「いでよユニコーン」「淫キュバス」
ベラドンナ（嵐の女神）
イメージ年齢 : 18 / 身長 : 164cm / 体重 : 43kg / サイズ : B86W60H90 / お気に入りアイテム : 「熊の手ナックル」 / 必殺技 : 「音速流華麗拳」
ジュエル（氷の女神）
イメージ年齢 : 17 / 身長 : 166cm / 体重 : 43kg / サイズ : B82W57H87 / お気に入りアイテム : 「氷樹の杖」 / 必殺技 : 「雪球ごろごろ」
アシェラ（雷の女神）
イメージ年齢 : 18 / 身長 : 172cm / 体重 : 49kg / サイズ : B88W60H90 / お気に入りアイテム : 「雷神のランプ」 / 必殺技 : 「魔球ノヴァ」
ミネルヴァ（月の女神）
イメージ年齢 : 21 / 身長 : 169cm / 体重 : 48kg / サイズ : B90W61H89 / お気に入りアイテム : 「むーんスタッフ」 / 必殺技 : 「きゅ〜んメテオ」

## 女神天国
『電撃PCエンジン』創刊号より連載。設定と登場キャラクターこそ一新されたが、スタッフは『女神スタジアム』とほぼ同じである。もっとも、8人の女神を2つの勢力に分けて対決させる方式が新たに採用されている。ちなみに、PCエンジン版のキャストは読者投票によって決定されている。
ストーリー
パラダイス世界の4人の聖女神（ルルベル・リリス・ジュリアナ・ステイシア）は真の女神となるべく、日々競い合っている。一方、4人の女神に敵対する闇の女神・ヤミメガ（パステル・アンジェラ・ルージュ・マハラジャ）とその信者たちも存在する。果たして、パラダイス世界の覇権を握るのはどちらの勢力なのか。
スタッフ
- 企画委員長：極楽編集者T
- 絵画委員長：好実昭博
- 作画委員長：宮須弥
- 作文委員長：きくたけ・悠浦紫亜
- 論文委員長：まふたあ
- 運営委員長：REAL

### 連載期間別概要
第1部（1993年2月号 - 1994年2月号）
ストーリー
2か月に一度持ち主に美を与える秘宝「アストロ★スター」をめぐり、4人の女神が競い合う。しかし、秘宝を狙う者は彼女たちだけではなかった。
システム
おおむね『女神スタジアム』を継承しているが、細部に変更が加えられている。まずプレイヤーは自分が仕える女神を選び、それぞれの女神に3人ずつ属しているプチメガから1人を決める。「顔」「力」そして謎めいた「まプー」の3能力に10ポイントを振り分けることで信者が完成し、対戦を行う。
第4回（1993年8月号）からはルールに修正が加えられた。まず、闇女神も加えた5女神の中から仕える対象を選べるようになった。なお、闇女神は第1部の連載を通じて1人ずつ登場するので、8女神の勢ぞろいは第2部を待つことになる。また、プチメガは女神ごとではなく全員合わせて4人の中から選択する形となり、女神に使ってほしいアイテムを4つの中から選ぶ要素も加わった。
第2部（1994年4月号 - 1994年12月号）
ストーリー
地上世界の「ヴィーナス女学校」のもとに、パラダイス世界からカメの背に乗った「聖女神学園」とカエルの背に乗った「闇女神学院」が降ってきた。限られた学校施設の支配権をかけて、3校合同で「格闘乙女学校統一大会」が開催される。
システム
信者同士の奪い合いから、戦闘を重視したより複雑なルールに変更。プレイヤーは生徒となって、所属学校と仲のよい女神を決める（ヴィーナス女学校の場合は妖精「プチメガ」が味方につく）。次に大会で使用する技を表したカードを5枚選ぶ。カードの種類は攻撃・特殊・必殺技の3すくみの関係にあり、5回勝負でダメージが少なかった側が勝者となる。
バトルロワイヤル形式で生き残った各校20名、計60名だけが代表大会に進出できる。そして上位2名になるまで対戦を続け、最後に決勝戦が行われる。決勝の模様はリプレイとして掲載された。
第3部（1994年12月号 - 1995年8月号）
ストーリー
無事パラダイス世界へと帰還した女神たちは、卒業試験として浮遊大陸に住まう8人のGS（ゴージャススーパー）女神に挑むことになった。一番手として立ちはだかったG女神は〈水〉のアリス、かつてのリリスの師であった……。
しかし第4話（6月号）で突然設定が変わり、「アリスの正体はW（ワンダー）女神エクレールだった」ということになって、残る7人のGS女神とその上のグレート女神は全員なかったことになった。
システム
ゲーム内容は再び信者争奪をメインに据えている。プレイヤーは聖女神・闇女神をあわせた8人の中から誰の信者になるのかを決める。次に、3すくみの関係にある剣技・魔法・プチメガ（特殊）の3種にそれぞれ3つずつ、合計9種類用意された技の中から3つを選ぶ。
対戦は、2人の信者が3つの技を順にぶつけあうことで行われる。成績優秀者は女神の人気順位とともに誌面で発表された。
なお、アリスの信者になることもでき、『女神スタジアム』時代のファンは喜びの声を投稿していた。
コミック
1995年3月号から1996年1月号まで、ゲームのない奇数月の号には『新女神誕生編』が掲載された。#コミック節も参照。
第4部（1995年10月号 - 1996年6月号）
ストーリー
引退を決めたママメガは、パラダイスに散らばる「4種の神器」を集めたものを後継者にすると宣言した。神器を探す聖女神と妨害に回る闇女神の戦いが始まる。
システム
プレイヤーの取れる選択肢が前回よりも増加した。信者となる女神を8人の中から決めた上で、8つの職業・12のプチメガ・4つのアイテムをそれぞれ1つずつ選ぶ。職業とアイテムにはそれぞれ強弱の組み合わせがあり、プチメガは1/10の確率で支援してくれる。
神器探索に同行できるのは各女神8名ずつであり、その枠をめぐって信者はバトルロワイヤルを行う。優秀者は誌面で発表されるほか、リプレイコミックに登場することもあった。
第5部（1996年8月号 - 1997年1月号）
概要
メイン企画の座を『セラフィムコール』に譲り、『ぷち女神天国』として再開。規模は縮小したが毎月連載となり、偶数月号は聖女神、奇数月号は闇女神が主役の回という形式に変わった。なお、それまでのように連載を通じて1つのテーマを追うのではなく、話の内容は毎回異なっている。
システム
今回は雑誌付属ではなく一般のハガキで投稿するようになった。聖女神編は、10ポイントを3つの能力に好きなように振り分けて優劣を競う。闇女神編は、4つのアクションから3つを選んで対戦する。どちらも優秀者は誌上リプレイに掲載された。

### 女神

#### 聖女神
ルルベル（風の女神）
声：横山智佐（ゲーム『I』）・櫻井智（ゲーム『II』）・椎名へきる（ラジオドラマ・OVA）
12歳。ピンクの巻き髪と魔法少女のような雰囲気が特徴の天真爛漫なお元気娘。武器は魔法のステッキと、自作のロボット「ルルりんM28号」（雑誌連載とゲーム『II』のみ。時期によって、ZやZZなどが追加される事がある）。2月2日生まれのO型。
リリス（水の女神）
声：國府田マリ子（ゲーム『I』・『II』）・白鳥由里（ラジオドラマ・OVA）
15歳。ブルネットのセミロング。のんびり屋でおとなしく、いつも眠そうでよく居眠りしている。当時人気No1。腰に付けている6つの宝玉「精霊球」で召喚魔法を使う。クマのぬいぐるみを肌身離さず持ち歩いている。泣き出すと手がつけられない。OVAでは主人公でおとなしい性格に変わりはないが、普通に喋る。12月8日生まれのAB型。
ジュリアナ（火の女神）
声：冬馬由美（ゲーム『I』・『II』）・緒方恵美（ラジオドラマ・OVA）
18歳。ブラウンのストレートヘア。男勝りの姐御系で剣の達人だが、料理が致命的に下手。派手好き。OVA版では男言葉。9月1日生まれのB型。
ステイシア（地の女神）
声：井上喜久子
聖女神では最年長の20歳。ラベンダー色のロングヘアを後ろに結っている。物腰が上品で凛とした雰囲気だが、極度の潔癖症。「1日の入浴は4回、1回の入浴時間は2時間」という発言も見られるほど。1月15日生まれのA型。
ママメガ
声：川村万梨阿（ゲーム『I』・『II』）・田中敦子（ラジオドラマ・OVA）
聖女神たちを束ねる母神のような存在。聖女神たちは、次代のママメガの座を目指し、日々研鑚に励んでいる。

#### 闇女神
パステル
声：久川綾（ゲーム『I』・『II』）・氷上恭子（ラジオドラマ・OVA）
10歳。セリフが全て平仮名。少々生意気な女の子。武器は書いたものが再現出来る魔法のクレヨン。3月3日生まれのAB型。
アンジェラ
声：白鳥由里（ゲームI・II）・永島由子（ラジオドラマ・OVA）
15歳。エルフのような尖った耳が特徴。気弱で大人しく、病弱。いくつもの薬を常備している。OVA版では、病弱の設定はなく、一見おしとやかに見えて残酷なことを思いつく。2月8日生まれのA型。
ルージュ
声：渡辺久美子
18歳。黒髪ショートボブが特徴。ジュリアナと同じく剣の達人。思い込みが激しく、高飛車だが、ドジ。和風かぶれ。4月1日生まれのB型。ゲームIではリンリンに2回負けて泣きじゃくる。
マハラジャ
声：荒木香恵（ゲームI・II）・小林優子（ラジオドラマ・OVA）
21歳。ボンテージファッションが特徴。外国語の混じった変な喋り方をする。ゲーム『I』、OVA版では普通の言葉でしゃべっており、サディスティックな性格をしている。10月30日生まれのO型。
ヤミママ
声：小山裕香（ゲーム『I』・『II』）・勝生真沙子（OVA）
闇女神たちを束ねる存在。四人の闇女神に指示を出し、パラダイス世界の覇権を握ろうと暗躍する。

#### その他
リンリン
声：三石琴乃
PCエンジン版ゲームの主人公。明るく能天気で、深く考えない性格。
ランラン
声：永島由子
リンリンをライバル視し、彼女の行く先々に立ちふさがる。
プリン
声：西原久美子
ラジオドラマ版に登場。掌サイズで背中に羽を生やした、「プチメガ」と呼ばれる妖精のような存在。聖女神たちのナビゲート役を担当する。
ポップ
声：本多知恵子
PCエンジン版に登場。リンリンのナビゲート役を担当するプチメガ。敵出現、アイテム入手など各種メッセージは、彼女が報告する形になっている。
知のメガQ
声：手塚ちはる
PCエンジン版に登場。リンリンが手にするメガQ。
美のメガQ
声：上原慶子
PCエンジン版に登場。リンリンが手にするメガQ。
勇のメガQ
声：西川宏美
PCエンジン版に登場。リンリンが手にするメガQ。
夢のメガQ
声：岡本華子
PCエンジン版に登場。リンリンが手にするメガQ。

### コミック
- 女神天国 新女神誕生編（宮須弥）
  - 『電撃PCエンジン』連載。PCエンジン版を原作としたストーリー。読者参加ゲーム版の漫画も収録されている。
- 女神天国SP 転校生はアイドル女神編（うらべ・すう）
  - 『月刊電撃コミックガオ!』連載。

### ラジオドラマ
1995年1月8日よりTBSラジオ『熱血電波倶楽部』で放送。ドラマCD『女神天国ラジオ講座』（全3巻）はキングレコードより発売。
脚本を担当した千葉克彦によるノベライズ『女神天国 アストロスターを探せ!』が電撃文庫より刊行されている。
キャストはOVA版に準じているものの、設定や内容は原作雑誌連載版に準じたものになっている。

### OVA
1995年にキングレコードより発売された。2003年11月に1・2巻の合本『女神天国パーフェクトコレクション』が同社よりDVDで発売されている。ベースとなる世界設定やストーリーは原作を踏襲しているものの、キャラクターの性格や口調に多少の変更が加わり、展開もコメディタッチの強かった原作に比べ、シリアスになっている。以降ほぼ同一スタッフによるオリジナル作品『AIKaシリーズ』、『ナジカ電撃作戦』などが制作されるきっかけとなった。キャラクターデザインを担当した山内則康はPC-FX版ゲームの作画も担当した。
- VOL.1「パラダイス・レボリューション～集え ママメガの巫女たち」 （1995年6月7日発売）
- VOL.2「パラダイス・ロスト?～打ち払え! ヤミママの脅威」 (1995年8月4日発売）

スタッフ
- 原作 - 好実昭博、宮須弥、メディアワークス
- 監督 - 西島克彦
- 構成 - 関島眞頼
- 脚本 - 千葉克彦
- 絵コンテ - 松園公（第1巻）、西島克彦（第2巻）
- 演出 - 水島精二
- キャラクター原案 - 好実昭博
- キャラクターデザイン・作画監督 - 山内則康
- 美術監督 - 中座洋次
- 撮影監督 - 佐野禎史
- 音響監督 - 藤山房伸
- 音楽 - 矢吹俊郎・大平勉（第1巻）/兼崎順一（第2巻）
- プロデューサー - 浅野幸治、池口和彦
- 制作協力 - スタジオ・ファンタジア
- 制作 - アニメイトフィルム
- 製作・著作 - キングレコード、ムービック

主題歌
オープニングテーマ「GET MY WAY」
作詞 - 山本成美 / 作曲・編曲 - 矢吹俊郎 / 歌 - 奥井雅美
エンディングテーマ「DREAMING HEART」（第1巻のみ）
作詞 - 木本慶子 / 作曲 - 若林剛太 / 編曲 - 大平勉 / 歌 - 奥井雅美

### ゲーム
NECホームエレクトロニクスより発売。
女神天国（PCエンジン）
- 発売日：1994年9月30日
- ジャンル：ロールプレイングゲーム

主人公はゲームオリジナルキャラの女神候補生リンリン。
聖女神学園に安置されていたものの、ひょんな事から世界各地に散らばってしまった4つの女神水晶球（略してメガQ）を回収すべく、リンリンと4人の聖女神が冒険の旅に出る。キャストは『電撃PCエンジン』の読者投票で決められた。本誌で事前に募集されていた、読者の名前が付いたモブキャラが各女神の信者として登場する。
装備となる服（上服、下服、足用、見た目は変化しないアクセサリー）は着せ替えの要素を持ち、キャラの見た目とパラメータが変化。特定の組み合わせの服を着ると特殊技を使う事が可能になる。また、キャラごとに設定された特定の服を着ると「ズバピタグラフィック」と呼ばれる一枚絵を見ることができる。装備の変更は街の更衣室かフィールド上のテント使用時でしか行えないが、不要な分は預けることが可能。入手可能な装備をすべて集めると、エンディングが若干変化する。
主題歌「パラダイス」を歌ったのは森口博子である。
闇女神側を主人公として本編のルートを逆に辿る続編も企画されていたが、実現せずに終わった。
女神天国II（PC-FX）
- 発売日：1997年7月26日
- ジャンル：戦略シミュレーションゲーム
- 主題歌
  - 「天使の見た夢」
    - （作詞・作曲・編曲：菅原幸枝、歌：井上喜久子・國府田マリ子・桜井智・冬馬由美）

開発当時注目を集めていた、ポリゴンの3D格闘ゲームにハマったヤミママが、世界をポリゴン化すべく闇女神たちに命を下す。この企みに気づいたママメガと聖女神たちは、闇女神たちの野望を阻止すべく立ち上がることになる。
ゲーム開始時、最初に操作する女神を選択する。以後、同陣営の女神を切り替えながら、信者を集め、己を高めて目的を果たすため努力していく。
開発はヒューネックスが行い、アニメーションが効果的に使用された。服を変更するとキャラクターのコスチュームが変化し上手く組み合わせて特定の場所へ移動すると「ズバピタアニメーション」を見る事が出来た。攻略記事は『アニメフリークFX』Vol.5に掲載されている。

## 聖女神天国
『聖女神天国』（セイントめがみパラダイス）は、前述の『女神天国』の要素を継承した企画で、キャラクターデザインも同じく好美昭博である。
ストーリー
女神になる素質を持った少女たちが通う「神聖女学園」に通う3人のヒロインは、一人前の女神となるために信者（読者）の応援を必要とする。
隔月で1人ずつプロモーションコミックを掲載し、それを見た信者からの応援ハガキが500通を越えれば、ヒロインは女神としてデビューできる。ただし1人でも女神になれないと、その時点で企画終了となってしまう……。
登場人物
早乙女 円華（さおとめ まどか）
高等部所属。元気いっぱいで明るい性格の少女。
神崎 麗奈（かんざき れいな）
大学部所属。やさしくて面倒見のよい女性。女神の資質を持った子をスカウトする仕事も担当しており、円華も彼女に誘われて学園に転入してきた。
高瀬 唯（たかせ ゆい）
中等部所属。おとなしくて控えめな天才少女。資質の高さは歴史上最高と言われている。
ポプリ
小さな体に羽を生やした「プチメガ」。読者に企画の趣旨を説明する。
歴史
『シスター・プリンセス』『HAPPY★LESSON』に続く新企画第3弾として、誌面リニューアル後の『電撃G'sマガジン』1999年3月号で告知された。しかし開始は2か月続けて順延され、ようやく6月号に早乙女円華のイラストとプロフィールが公開された。
翌7月号から隔月掲載の予定だったが、「絵が多すぎて彩色が間に合わない」という理由でまたしても延期。本格的な開始は9月号での3ヒロインのイラストとプロフィールを公開を待つことになる。
11月号には円華のプロモーションコミックと、ポプリの登場するミニコミックを掲載した。しかしこのときの総得票数が207通だったため、企画の終了が決定。2000年1月号にて、参加した読者の一部の名前とイラストを掲載することで本企画は幕を下ろした。